# Filtro de mangas
Os filtros de mangas são equipamentos utilizados na indústria para filtrar e eliminar partículas sólidas existentes no fluxo de gases industriais.

## Constituição

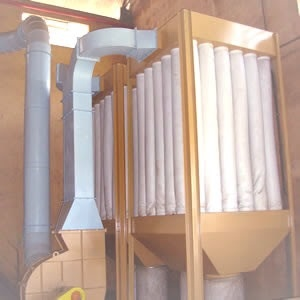
Filtro de Mangas (estrutura montada - vista lateral)

Os filtros de manga são construídos mediante projeto. As dimensões irão variar de acordo com a necessidade dos locais onde serão instalados. Basicamente são constituídos pelos seguintes componentes:
1. Mangas filtrantes : São cilindros  que permitem a passagem do ar, enquanto retém as particulas sólidas. Com o tempo ficam impregnadas de partículas, sendo necessário realizar a higienização, que pode ser feita através de jatos de ar comprimido ou com lavagem das mangas. Várias mangas independentes entre si são utilizadas na composição de um filtro. Podem ser construídas de tecidos ou materiais cerâmicos porosos.[4]
2. Gaiolas: As gaiolas são armações metálicas que sustentam as mangas filtrantes, organizando-as em fileiras.
3. Chapa-espelho: É a chapa utilizada para a fixação das gaiolas e das mangas filtrantes.
4. Válvula de diafragma ou de escape rápido: Controlam a passagem do ar comprimido necessário para a limpeza das mangas.
5. Reservatório de ar comprimido: Reservatório que contém  ar comprimido necessário para a limpeza das mangas. Deve ter capacidade suficiente para que a sopragem de ar comprimido seja constante durante o processo de limpeza.
6. Tubos de Sopragem: São tubos metálicos que distribuem e direcionam os jatos de ar comprimido nas mangas de uma mesma fileira.
7. Moega: Recipiente que retém as partículas que entram em alta velocidade e recolhem as que se desprendem das mangas.[3]

## Funcionamento

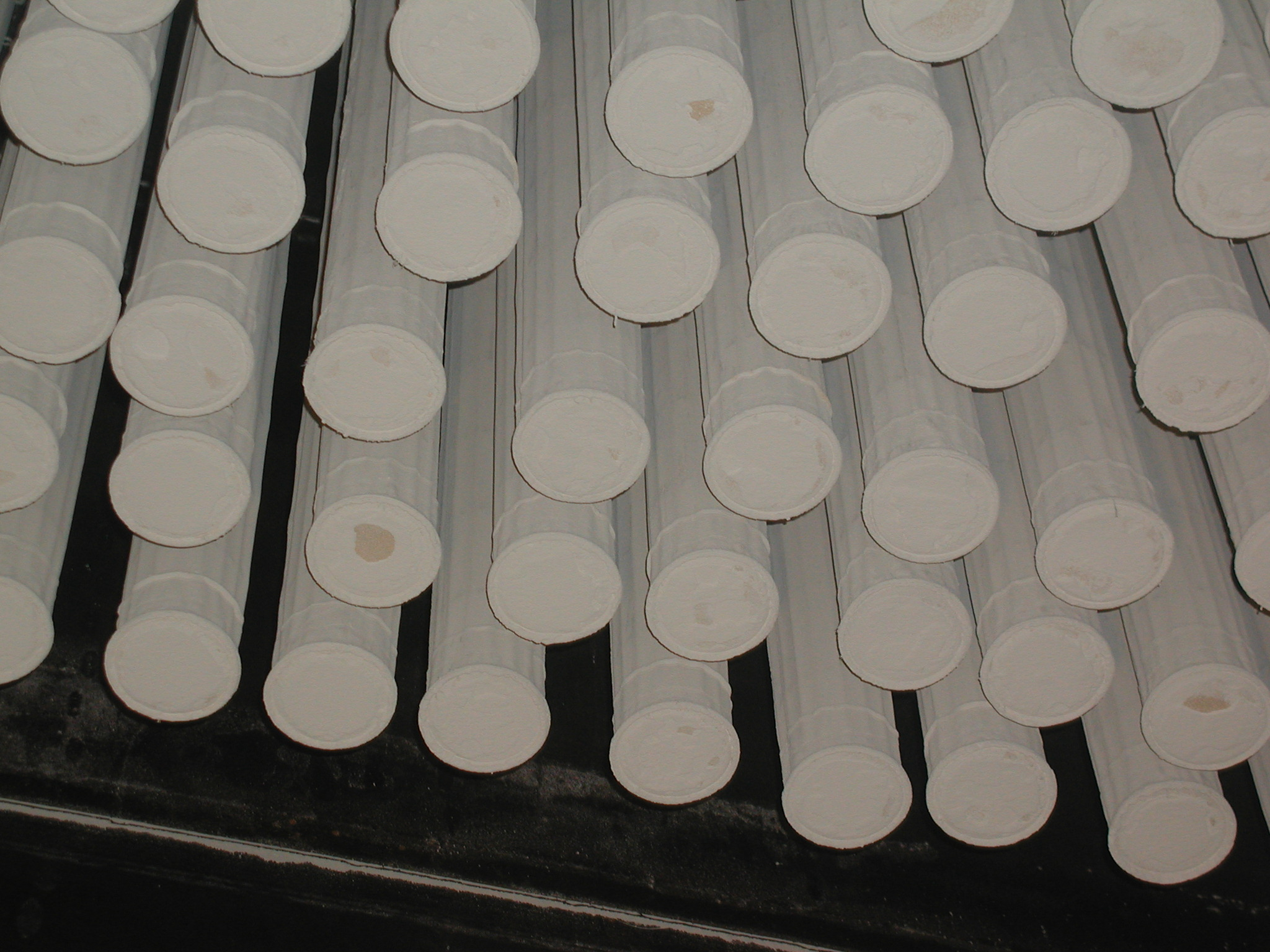
Vista inferior do filtro de mangas

O processo de filtragem se dá pela introdução do ar contaminado no compartimento das mangas, através de um duto  lateral que reduz a velocidade do ar e  direciona para dentro das mangas de filtragem. Lá  o particulado fica retido no tecido das mangas e depois são eliminados pela moega. O ar já isento das partículas é direcionado para os bocais da parte superior do filtro. Os filtros de  manga  funcionam sob pressão positiva ou negativa, sendo limitada pela perda de cargas através das mangas, uma vez que a descarga se dá diretamente para a atmosfera.